# Ramón Climent Labra
Ramón Arturo Climent Labra (Santiago, Chile, 23 de diciembre de 1958) es un exfutbolista y director técnico chileno. Es hijo de Ramón Climent Morales también futbolista profesional. Actualmente dirige a Trasandino de Los Andes de la Segunda División Profesional de Chile.

## Trayectoria
Como futbolista, Ramón Climent se inició en las divisiones inferiores de Universidad de Chile, es enviado a préstamo a Curicó Unido donde debuta como futbolista profesional en 1981, luego seguiría jugando en clubes de Primera División como Regional Atacama en donde fue dirigido por su padre Ramón Climent Morales en 1982, seguiría su carrera en Deportes Concepción, O'Higgins de Rancagua y Everton de Viña del Mar desde 1990 a 1992. Puso fin a su carrera jugando en el Marconi Stallions FC de la National Soccer League de Australia en la temporada 1995-96.
Luego como director técnico se inició dirigiendo a Unión Quilpué en tercera división en 2002, para luego dirigir a Municipal Limache entre 2004 y 2006, Deportes Quilicura, Deportes Ovalle y Fernández Vial. Ha sido entrenador de Deportes Vallenar en tres oportunidades consiguiendo el campeonato de la Segunda División Profesional en 2017.

## Clubes

### Como jugador
| Club                 | País      | Año       |
| -------------------- | --------- | --------- |
| Curicó Unido         | Chile     | 1981      |
| Regional Atacama     | Chile     | 1982-1983 |
| Audax Italiano       | Chile     | 1984      |
| Deportes Concepción  | Chile     | 1985-1986 |
| Unión Española       | Chile     | 1987      |
| O'Higgins            | Chile     | 1988-1989 |
| Everton              | Chile     | 1990-1993 |
| Deportes Concepción  | Chile     | 1993      |
| Ñublense             | Chile     | 1994      |
| Marconi Stallions FC | Australia | 1995-1996 |

### Como entrenador
| Club                 | País  | Año       |
| -------------------- | ----- | --------- |
| Unión Quilpué        | Chile | 2002-2003 |
| Municipal Limache    | Chile | 2004-2006 |
| Deportes Quilicura   | Chile | 2011      |
| Deportes Ovalle      | Chile | 2012      |
| Estrella del Huasco  | Chile | 2013      |
| Municipal Mejillones | Chile | 2015      |
| Deportes Vallenar    | Chile | 2015      |
| Fernández Vial       | Chile | 2016      |
| Deportes Vallenar    | Chile | 2017-2018 |
| Provincial Ovalle    | Chile | 2018      |
| Deportes Limache     | Chile | 2019      |
| Deportes Linares     | Chile | 2020-2021 |
| Unión Compañías      | Chile | 2022      |
| Deportes Vallenar    | Chile | 2023      |
| Trasandino           | Chile | 2024-Act. |

## Palmarés

### Como entrenador
| Título                       | Equipo            | País  | Año  |
| ---------------------------- | ----------------- | ----- | ---- |
| Segunda División Profesional | Deportes Vallenar | Chile | 2017 |